# Dorchester, Dorset
Dorchester je okraj in mesto v tradicionalni grofiji Dorset v Angliji. Zgodovinsko naselje s tržnimi pravicami leži na bregovih reke Frome na jugu Dorsetskega gričevja (Dorset Downs) in severno od Južnega dorsetskega grebena, ki ga ločuje od Weymoutha, 11 km južno.
Okolica mesta je bila prvič naseljena že v prazgodovini. Rimljani so ustanovili posadko po zmagi nad keltskim plemenom Durotrigi in naselje, ki je nastalo v bližini, imenovali Durnovaria. Zgradili so akvadukt za oskrbo z vodo in amfiteater na starejšem britskem zemeljskem nasipu. Po odhodu Rimljanov je mesto izgubilo pomen, v srednjem veku pa postalo pomembno trgovsko in politično središče.
Po popisu 2011 je imel Dorchester 19.060 prebivalcev. Dolga leta je bil dom in navdih avtorja Thomasa Hardyja. Njegov roman Castebriški župan uporablja izmišljeno različico Dorchestra kot kuliso.

## Zgodovina

### Prazgodovina in rimsko obdobje
Korenine Dorchestra segajo v prazgodovino. Prva naselja so nastala okoli 3 km jugozahodno od sodobnega centra mesta v bližini gradu Maiden. Veliko železnodobno gradišče je bilo eno izmed najmočnejših naselij v predrimski Britaniji. Različna plemena so tam živela od 4000 pred našim štetjem dalje. Leta  43, ko so prišli v Britanijo Rimljani, so tu živeli Durotrigi. 
Rimljani so premagali lokalna plemena leta 70 in ustanovili posadko, ki se je razvila v mesto, ki so ga Rimljani imenovali Durnovaria, britsko ime, ki vsebuje besedo durn ('pest' – ime mesta se lahko razlaga kot "mesto, ki ima za pest velike kamne"). Zdi se, da so prevzeli ime lokalnega plemena Durotrigi, ki so naseljevali območje.  Durnovaria je bila omenjena v 4. stoletju v  Antoninovem itinerarju, ki je seznam cest in ladijskih zvez v rimskem imperiju.  Postala je tržno središče za okolico, pomembno cestno križišče in postojanka, nato pa ena od dveh prestolnic keltskega plemena Durotrigov.  Ostanke rimskega obzidja, ki je obdajalo mesto, je še vedno mogoče videti. Večina je bila prekrita s potmi, ki sestavljajo trg v sodobnem Dorchestru, znanega kot The Walks. Majhen del prvotnega obzidja ostaja blizu mestnega krožišča Top'o Town. 
Drugi rimski ostanki so še: temelji mestne hiše v bližini grofijske upravne zgradbe. Gradbena dela znotraj obzidja so odkrila rimske najdbe; leta 1936 so odkrili skrivališče 22.000 rimskih kovancev iz 3. stoletja v  Južni ulici (South Street); druge rimske najdbe so srebrni in bakreni kovanci, znani kot dornski peniji, zlati prstan, bronast kip rimskega boga Merkurja in velika območja tlakovanih tal. [6]
Rimljani so zgradili vodovod (akvadukt) za oskrbo mesta z vodo. Odkrili so ga leta 1900 kot ostanke kanala, vrezanega v kredo okrog hriba. Izvir naj bi bila reka Frome pri Nottonu, približno 19 km v smeri proti toku. V bližini središča mesta je Maumbury rings, star britski henge, ki so ga Rimljani spremenili v amfiteater, na severozahodu hriba Poundbury pa drugo predrimsko utrdbo. 
Malo je dokazov, ki kažejo na stalno poselitev po umiku rimske uprave iz Britanije. Ime Durnovaria je preživelo v stari valižanščini kot Durngueir, ki ga je menih Asser zapisal v 9. stoletju. [8] [9] Območje je ostalo v britskih rokah do sredine 7. stoletja, kar je razvidno iz neprekinjene uporabe rimskega grobišča v bližini Poundburyja. 

### Srednji vek
Eden prvih napadov Vikingov bi lahko bil v bližini Dorchestra okoli leta 790. Po kronikah jih je sprejel kraljevi častnik, misleč, da so trgovci iz druge države. Ko so prišli, so jim naročili, kaj naj prinesejo kraljevemu mestu. Vikingi so ga z njegovimi možmi vred pobili. 
Od leta 864 so območje okoli Durnovarie obvladovali Sasi, ki so sebe imenovali Dorsaetas, "Ljudje iz Dora" – Durnovarie. Prvotno lokalno ime bi lahko bilo Dorn-gweir, staroangleško Dornwary. Mesto je postalo znano kot Dornwaraceaster ali Dornwaracester, kar izhaja iz izvirnega imena Dor/Dorn iz latinščine in keltščine ,cester je staroangleška beseda za rimsko postajo. To ime se je razvilo v Dorncester/Dornceaster in Dorchester. 
Ob normanski zasedbi Dorchester ni bil pomemben. Normani so zgradili grad, a ni ohranjen. Leta 1364 je bila ustanovljena opatija, a tudi ni ohranjena. V poznem srednjem veku je mesto cvetelo, postalo je uspešno trgovsko in industrijsko središče Južnega Dorseta s tekstilno trgovino in predelovalno industrijo, kar se je nadaljevalo vse do 17. stoletja. V obdobju Edvarda III. (1312–1377) so mesto vodili kraljevi namestniki in meščani s svobodnjaki, med vladanjem Jakoba I. (1566–1625) jih je bilo 15.
V 17. in 18. stoletju je bilo v Dorchestru več hudih požarov (leta 1613, 1622,  1725 in 1775). Leta 1613 je bil požar najbolj uničujoč, posledica je bila, da je bilo uničenih 300 hiš in dve cerkvi (cerkev Vseh svetih in cerkev svete Trojice). Le nekaj mestnih zgradb se je ohranilo do današnjih dni, tudi hiša sodnika Jeffreysa in Tudorska ubožnica. Mestna hiša s trgom je bila zgrajena leta 1791. 
V 17. stoletju je bilo mesto središče izseljevanja puritancev v Ameriko in lokalni rektor John White je ustanovil naselje Dorchester v Massachusettsu. Prvi poskus kolonizacije je bil na Cape Ann, kjer so se naselili ribiči, vendar je bila zemlja neprimerna, kolonija ni uspela in je bila prestavljena v današnji Salem. Leta 1628 je bila ustanovljena Massachusetts Bay Company s 300 kolonisti, ki so prišli v Ameriko za leto in več.
Leta 1642, tik pred angleško državljansko vojno, je bil Hugh Green katoliški duhovnik. Mesto se je branilo pred rojalisti. Leta 1643 je mesto napadlo 2000 vojakov pod vodstvom Roberta Dormerja, 1. grofa Carnarvonskega. Obramba je bila neustrezna in so se hitro predali. Rojalisti so nekaj časa še imeli nadzor, vendar so na koncu mesto ponovno zavzeli puritanci. 
Leta 1685 se je vojvoda iz Monmoutha poskušal upreti, vendar je bilo skoraj 300 njegovih ljudi obsojenih na smrt ali prepeljanih pred sodišče, proces se imenuje "Bloody Assizes",  predsedoval je sodnik Jeffreys v  Dorchestru. 

### Sodobni časi
Leta 1833 so tolppudlski mučeniki ustanovili družbo kmetijskih delavcev (Friendly Society of Agricultural Labourers). Sindikati so bili zakoniti, toda ker so člani prisegli zvestobo, so jih prijeli in prepeljali v Shire Hall. Pod dvorano so bile celice, v katerih so bivali zaporniki, medtem ko so čakali na sojenje. Dorchestrski zapor je bil zgrajen v 19. stoletju in je bil uporabljen za pridržanje obsojenih, dokler ni bil zaprt decembra 2013. Po načrtih naj bi tu nastalo 189 stanovanj in muzej.
Dorchester je ostal strnjeno mesto znotraj meja mestnega obzidja do druge polovice 19. stoletja, saj so bila vsa zemljišča, ki so neposredno mejila na zahodu, jugu in vzhodu, v lasti vojvodstva Cornwall. Posesti je obvladoval dvorec Fordington. Območje je vključevalo vojašnico Marabout iz leta 1794, ubožnico iz leta 1835, southamptonsko in dorchestrsko železniško postajo in postajo vzhodno od avenije Weymouth iz leta 1847, veliko železniško družbo (Great Western Railway ) in njeno postajo iz leta 1857, vodovod iz leta 1854, pokopališče iz leta 1856 in policijsko postajo iz leta 1860.
Vojvodske posesti so obdelovali kot sistem odprtega polja do leta 1874, ko so ga lastniki zemljišč in prebivalcev zaprli v tri velike kmetije. Ključni dogodki za mesto so bili: sejmišče leta 1877, igrišče leta 1880 in pivovarna Eldridge Pope leta 1881. Salisburysko polje se je ohranilo v javni uporabi leta 1892, ko je bilo zemljišče leta 1895 kupljeno za angleški park.
Stalna vojaška prisotnost je bila v mestu do zaprtja vojašnice leta 1881. 
Zunaj obzidja so nastajale stanovanjske soseske od leta 1876 dalje. Poundbury je zahodni podaljšek mesta, zgrajen leta 1993 v skladu z načeli urbanih vasi na zemljiščih vojvodstva Cornwall v lasti princa Charlesa. Sčasoma je nastalo 2500 stanovanj s približno 6000 prebivalci. Princ Charles je sodeloval pri oblikovanju tega razvoja. 

## Geografija
Središče mesta Dorchester je na nadmorski višini približno 55 do 80 metrov, na rahlo nagnjenem terenu ob južnem bregu reke Frome. Mestno pozidano območje se razteza na jug, zahod in jugovzhod od središča mesta; na severu in severovzhodu je širitev omejena s poplavno ravnico in mokrotnimi travniki.
Zemljišča južno in zahodno od mesta so del območja izredne naravne lepote (Area of Outstanding Natural Beauty).  Območje prečka južni dorsetski kredni greben, kjer poteka del jugozahodne obalne pešpoti (South West Coast Path). Z grebena je mogoče videti več kot tisoč spomenikov, tudi megalite, kamnite kroge in gradišča; številne arheološke najdbe so na ogled v muzeju (Dorset County Museum). 
Geologija mesta obsega podlago, oblikovano v geološki dobi koniacij, sontonij in campanij v pozni kredni epohi, prekriti z novejšimi kvartarnimi sedimenti. Osnova je kreda različne sestave. Ponekod na zahodnem robu mesta v okolici Poundburyja imajo sedimenti pokrov iz gline s kremenom, naplavine na poplavni ravnici reke in več ozkih trakov s slabo stratificiranimi vložki, ki so predvsem okoli severovzhodne in jugozahodne meje mesta. 

## Gospodarstvo
Leta 2012 je bilo 17.500 ljudi, ki so delali v Dorchestru. Mesto ima šest industrijskih con (Grove Trading Estate, Poundbury Trading Estate, vojašnica Marabout, Great Western Center, Železniški trikotnik in Casterbridge Industrial Estate). Večinoma je lahka industrija, trgovina na debelo in v storitveni sektor.

## Kultura

### Pisatelja in pesnik
Pisatelj in pesnik Thomas Hardy je živel v Dorchestru. Otroštvo je preživel vzhodno od mesta, njegova  hiša v mestu, Max Gate, je v lasti National Trusta in je odprta za javnost. Hardy je pokopan v  Westminstrski opatiji, njegovo srce so odstranili in ga pokopali v Stinsfordu. 
William Barnes, pesnik v zahodnem narečju (West Country), je bil 24 let rektor v Winterborne Camu, zaselku v bližini Dorchestra, vse do svoje smrti leta 1886 in je vodil šolo v mestu. 
V mestu sta kipa Barnesa in Hardyja.
Roman Johna Cowperja Powysa Maiden Castle (1936) se dogaja v Dorchestru. Powys je živel v Dorchestru kot otrok, med majem 1880 in božičem 1885, ko je bil njegov oče tukaj kaplan. Po vrnitvi iz Amerike junija 1934 je od oktobra 1934 do julija 1935 živel na High Street št. 38 v Dorchestru, nato pa se je preselil v Wales. 

### Muzeji
Dorchestrski muzeji so Rimljanska mestna hiša (Roman Town House), muzej dinozavrov, muzej terakotnih vojakov, muzej medvedka Tedija, vojaški muzej, muzej grofije Dorset in razstava Tutankamona.

## Znamenitosti
V Dorchestrski župniji je 293 zgradb, ki so na seznamu zgodovinske Anglije zaradi svojega zgodovinskega ali arhitekturnega pomena, vključno s petimi, ki so uvrščene v I. razred na seznaa. To so cerkev svetega Jurija na ulici Fordington High Street, cerkev svetega Petra na ulici High West Street, Max Gate na Syward Road, rimska mestna hiša in Shire Hall, in 16 v II. razred.
Cerkev svetega Jurija ima južna vrata iz poznega 11. stoletja, timpanon iz caenskega kamna z realistično rezbarijo svetega Jurija z vojaki, ki prikazujejo čudež v bitki pri Antiohiji. Južna stranska ladja in severni del verande sta iz 12. stoletja. 
Cerkev svetega Petra večinoma izvira iz let 1420 do 1421, južna vrata so iz 12. stoletja. Je veliko pomembnih spomenikov, tudi kipa iz 14. stoletja in grobnice iz 14. stoletja. Thomas Hardy je prispeval zakristijo in prezbiterij leta 1856, 1857. 
Max Gate je zasnoval Thomas Hardy v slogu kraljice Ane in je bil njegov dom do smrti leta 1928. Zgrajena je bila leta 1885. 
Ostanki rimske hiše severno od grofijske palače so iz začetka 4. stoletja s poznejšimi širitvami s sistemom za ogrevanje hipokavst in mozaičnimi tlaki. To je edina vidna rimska mestna hiša v Veliki Britaniji. 
Sedanjo zgradbo Shire Hall je zasnoval Thomas Hardwick in je bila zgrajena iz portlandskega klesanega kamna leta 1797. Nadomestila je prejšnjo strukturo, ki je bila v slabem stanju. Zgradba se je od 19. stoletja le malo spremenila. Leta 2014 je bilo izdano gradbeno dovoljenje za preoblikovanje v središče dediščine in turistično znamenitost.

## Pobratena mesta
Dorchester je pobraten s tremi evropskimi mesti:
- Bayeux v Franciji od 1959, ker je Dorsetski regiment prvi vkorakal v mesto leta 1944[15][16]
- Lübbecke v Nemčiji od 1973[17]
- Holbæk na Danskem od 1992[18]

Mestne šole so pobratene s šolami v Evropi, Afriki in Aziji. Šola Thomasa Hardyja ima partnerstva s šolami v Barceloni, Tanzaniji, Dehradunu, Bayeuxu in drugimi.